# Гідрогеологія Мадагаскару
Гідрогеологія Мадагаскару.
У східній частині острова розвинені переважно тріщинні і тріщинно-жильні води зони екзогенної тріщинуватості метаморфічних і магматичних порід докембрію. Водоносний комплекс має малі запаси підземних вод. Дебіти водопунктів невеликі — 1-3 л/с), але постійні. Мінералізація води менше 0,5 г/л, склад гідрокарбонатно-натрієво-кальцієвий.
У західній частині острова основні водоносні горизонти пов'язані з карбонатними гірськими породами верхньої юри, нижньої крейди і палеогену. До них приурочені численні джерела з дебітами десятки-сотні і навіть тисячі л/с. Дебіти свердловин 10-70 л/с, питомі — до 5 л/с і більше. Другорядні водоносні горизонти пов'язані з пісковиками мезозою (дебіти свердловин 2-10 л/с). Води гідрокарбонатно-кальцієво-натрієві з мінералізацією 0,5-0,6 г/л (місцями до 3 г/л). Важливе значення має водоносний горизонт четвертинних алювіальних відкладів. Дебіти колодязів і свердловин 0,2-15 л/с, питомі до 6 л/с. Мінералізація ґрунтових вод 0,1-0,2 г/л на півночі о-ва, до 3 г/л на крайньому південному-заході острова. Склад їх від гідрокарбонатно-кальцієвого до хлор-натрієвого.
Мадагаскар багатий на мінеральні і термальні підземні води. Вуглекислі води розвинені в районах Дієго-Суарес, Самбірану та Ітакі-Анкаратра, азотні терми — на більшій частині острова.